# خليج هنتارا
11°26′47.1″N 49°33′11.8″E / 11.446417°N 49.553278°E
خليج هنتارا (بالإنجليزية: Hantaara أو Aantaara)هو موطن ساحلي في كال مسكاد في منطقة باري، الصومال ويُعتبر أحد أكبر الموانئ الطبيعية في البلاد.
تنتمي هنتارا إلى خليج كبير الحجم؛ حيث توجد مزارع النخيل ومجموعة أوسع من الأراضي العشبية الجبلية وهضبة هنتارا. تقع على بعد مسافة 60 كيلومتر (37 ميل) شرق بوصاصو، خلف  مدينتي بور غابان وبكاد. يوجد في المنطقة رواسب معدنية وفحم، إضافةً إلى غناها بأشجار اللبان والمر.  